# Степениште
Степениште или степенице је архитектонски унутрашњи комуникациони простор у којем су смештене стапенице и по правилу је ограничен са стране зидовима и са чела обимним зидовима. Одозго може бити степениште ограничено плафоном, светларником или таванским простором.
Осветљење степеништа се изводи као вештачко осветљење, помоћу електричних светлосних уређаја, или на природан начин помоћу прозора, светларника или зидова од стаклобетона. 

## Степенице
Степенице стварају поједини степеници и степенишни кракови (сматра се да је три степеника минимум). Између степенишних кракова се налази одмориште или подест. Постоје разна степеништа; једноструко и двоструко степениште а може бити и полукружно и кружно као и других облика.
Степеник има хоризонталну површину звану газиште и вертикалну површину - чело степеника. Степенице се прорачунавају тако да два газишта и чело имају дужину једног корака од око 76 сантиметара.

### По функцији степеништа могу бити
- Главно степениште
- Споредно степениште
- Изравнавајуће степениште
- Пожарно степениште

### По употреби материјала
- Дрвена степеништа
- Степеништа од опеке
- Степеништа од бетона
- Степеништа од челика
- Степеништа од различитих материјала
- Степеништа од других материјала

## Компоненте и термини
Степеник, или басамак, је један корак у степеништу. У зградама, степенице су термин који се примењује на комплетан низ степеника између два спрата. Степениште је низ степеника или степеница између спратова. Степенишни сегмент је једна или више степеница које воде са једног спрата на други, и укључује подесте, невелске стубове, рукохвате, балустраде и додатне делове. Степениште је исто тако просторија који се протеже вертикално кроз зграду у којој су постављене степенице. Степениште обухвата степенице, подест, ходник или друге делове јавног хола кроз које је потребно проћи при преласку са улазног спрата на друге спратове зграде. Кутијасте степенице су степенице изграђене између зидова, обично без ослонца осим зидних жица.
Степенице могу бити у „равном ходу”, тако да воде са једног спрата на други без скретања или промене смера. Степенице могу променити правац, обично са два равна лета повезана под углом од 90 степени. Степенице се такође могу вратити на на почетни правац са подестима под углом од 180 степени на сваком крају равних летова формирајући вертикално степениште које се обично користи у вишеспратним и високим зградама. Многе варијације геометријских степеница могу се формирати од кружних, елиптичних и неправилних конструкција.
Степенице могу бити обавезна компонента излаза из структура и зграда. Степенице су такође предвиђене за погодност за приступ подовима, крововима, нивоима и површинама за ходање којима се не може приступити другим средствима. Степенице такође могу бити маштовита физичка конструкција као што су „степенице које никуда не воде“ које се налазе у [Winchester Mystery House[|Винчестерској кући мистерија]]. Степенице су такође предмет који се користи у уметности за представљање стварних или имагинарних места изграђених око немогућих објеката користећи геометријску дисторзију, као у раду уметника М. Ц. Есшера.
„Степениште“ је такође уобичајена метафора за постизање или губитак положаја у друштву; или као метафора хијерархије (нпр. Јаковљеве лествице, Бојни брод Потемкин).

### Степеник
Сваки степеник се састоји од газишта и успона. Неки укључују испусте.
- Газиште: Део степеништа на који се ступа. Конструисан је према истим спецификацијама (дебљини) као и сваки други под. „Дубина” газећег слоја се мери од задњег дела једног газећег слоја до задњег дела другог. "Ширина" се мери од једне до друге стране.
- Успон: Вертикални део између сваког газишта на степеништу. Он је заправо одсутан при ефекату „отвореног” степеништа.
- Испуст: Ивични део газећег слоја који штрчи преко доњег стуба. Ако је присутан, то значи да, мерено хоризонтално, укупна дужина степеница није само збир дужина газишта, пошто се газишта преклапају. Многи грађевински прописи захтевају степенишне испусте за комерцијалне, индустријске или општинске степенице.[3] Они пружају додатну дужину газећег слоја без промене нагиба степеница.
- Почетно или функционално газиште: Када су степенице отворене са једне или обе стране, прва степеница изнад доњег пода или подест може бити шира од осталих степеница и заобљена. Када је почетни степеник заобљен, балустери обично формирају спиралу око обима заобљеног дела, а рукохват има спиралу која се назива „волута” која подржава врх балустера. Поред козметичке привлачности, почетне степенице омогућавају балустерима да формирају ширу, стабилнију основу за крај рукохвата. Рукохвати који се једноставно завршавају на стубу у подножју степеница могу бити мање чврсти, чак и са дебелим стубом. Двострано газиште се може користити када су обе стране степеница отворене. Постоји велики број различитих стилова и употреба почетног газећег слоја.

- Носећа даска: Структурни елемент који подржава газишта и стубове у стандардним степеништима. Обично постоје три носеће даске, једна са сваке стране и један у средини, са додацима по потреби за шире распоне. Носеће даске се понекад ужлебљују на подножје и газишта ради веће подршке. Носачи на отвореним степеницама се називају „сечени стрингери”.
- Успон газећег слоја: Растојање од врха једног газећег слоја до врха следећег газећег слоја.
- Укупни успон: Раздаљина коју степенице подижу вертикално између два готова нивоа пода.
- Закривљивачи: Закривљивачи су степеници који су на једној страни уже од друге. Користе се за промену правца степеница без подеста. Низ таквих степеника формира кружно или спирално степениште. Када се користе три корака за заокретање за угао од 90°, средњи корак се назива проширивачем.
- Трим: Разне лајсне се користе за декорацију и у неким случајевима подржавају елементе степеништа. Скотија или четвртина пречаге се обично постављају испод испуста како би га подржавали.

#### Скраћени степеник
Декоративна степеница на дну степеништа у којој се обично налази спирални украс и волута која је заокренута за континуирани рукохват. Газећи слој ће пратити ток волуте.

### Оградни систем
Балустрада је систем ограда и балустера који спречава да људи падну преко ивице.
- Банистер, ограда или рукохват: Угаони елемент за придржавање руком, за разлику од вертикалних балустера који га држе за степенице које су отворене са једне стране. Ограде су често присутне са обе стране степеница, али понекад могу бити само на једној страни или потпуно одсутне. На широким степеништима између две стране може бити једна или више ограда. Термин „банистер“ се понекад користи да означава само рукохват, понекад рукохват и балустре, или понекад само ограде.[5]
- Волуте: Завршни елемент рукохвата за стубиште који се савија ка унутра као спирала. За волуту се каже да је десно или леворука у зависности од тога на којој страни степеница је рукохват док је лице окренуто према степеницама.
- Скретница: Уместо потпуне спиралне спирале, скретница одступа од нормалне средишње линије рукохвата даље од летве како би се пружила шири отвор када се улази на степениште. Скретница се обично поставља око невела како би се пружила додатна стабилност рукохвату.
- Гушчији врат: Вертикални рукохват који спаја коси рукохват са вишим рукохватом на балкону или подесту је гушчји врат.
- Розета: Место где се рукохват завршава у зиду и не користи се полу-невел, може се украсити розетом.
- Рукохвати: Зидни рукохвати се монтирају директно на зид помоћу зидних носача. На дну степеница такве ограде се шире до хоризонталне ограде и овај хоризонтални део се назива „почетни рукохват“. На врху степеница, хоризонтални део ограде се назива „прекорачни рукохват“.
- Сржна шина: Дрвени рукохвати често имају метално језгро како би се обезбедила додатна чврстоћа и крутост, посебно када шина мора да се савија у односу на дрвену масу. Архаични израз за метално језгро је „шина за језгро“.
- Балустер: Термин за вертикалне стубове који држе рукохват. Понекад се једноставно називају чувари или вретена. Газишта често захтевају два балустера. Други балустер је ближи успону и виши је од првог. Додатна висина у другом балустеру је обично у средини између декоративних елемената на балустеру. На тај начин доњи декоративни елементи су поравнати са газећим слојем, а горњи елементи су поравнати са углом ограде.
- Невел: Велики балустер или стуб који се користи за сидрење рукохвата. Пошто је то структурни елемент, протеже се испод пода и подлоге до дна подне греде и причвршћен је вијцима право на подну греду. Полу-невел се може користити тамо где се ограда завршава у зиду. Визуелно, изгледа као да је половина невела уграђена у зид. За отворене степенишне платформе, невел се може протезати испод платформе за декоративни пад невела.
- Вршник: Украсна капа на врху новог стуба, посебно на крају балустраде.
- Основна шина или ограда: За системе где ограда не почиње од газишта, они иду до основне шине. Ово омогућава идентичне балустре, избегавајући проблем са другим балустером.
- Филет: Декоративни комад пунила на поду између балустера на балконској огради.

Најраније спиралне степенице појављују се у храму А у грчкој колонији Селинунт на Сицилији, са обе стране целе. Храм је саграђен око 480–470. п. н. е.

### Други термини
ПрегачаОво је дрвена плоча која се користи за покривање потпорника и греда изложених отворима степеништа. Прегача може бити обликована или обична, а њена намена је да степеништу да чистији изглед тако што ће прикрити бочни поглед.
- Балкон: За степенице са отвореним концептом горњи спрат или платформа, горњи спрат је функционално балкон. За равне степенице, балкон може бити довољно дугачак да захтева више ламела за подупирање дужине ограде.
- Степениште: Било која непрекидна серија корака између спратова или нивоа.[8]
- Конзолне степенице: За степенице се каже да „лебде” ако испод њих нема ничега. Подизачи обично недостају да би се нагласио ефекат отворености и створила функционално својство суспендовања у ваздуху.[9] Може постојати само један потпорник или су потпорници иначе минимизирани. Тамо где грађевински прописи дозвољавају, вероватно неће бити ни рукохвата.
- Подест или платформа: Подест је површина пода близу горње или доње степенице степеништа. Средишњи подест је мала платформа која је изграђена као део степеница између нивоа главних спратова и обично се користи да омогући степеницама да промене правац или да се корисник одмори. Полоодмориште је место где се прави промена смера за 180°, а четврт платформа је место где се врши промена смера за 90° (на средњем одморишту).[10] Како средишња одморишта заузимају простор, њихова уградња може бити скупа.

### Размере
Размере степеница, посебно висина успона и ширина степеница, треба да остану исте дуж степеница.